# Anne Jean Marie René Savary
Anne Jean Marie René Savary (ur. 26 kwietnia 1774 w Marcq, zm. 2 czerwca 1833 w Paryżu) – francuski generał, książę Rovigo, minister policji Francji w latach 1810–1814, jeden z najbardziej zaufanych ludzi Napoleona Bonaparte.

## Początek służby w armii
W 1789 roku wstąpił do armii francuskiej, w latach 1792–1797 walczył w szeregach Armii Renu. W październiku 1797, w stopniu kapitana, został adiutantem generała Desaix, z którym brał udział w wyprawie do Egiptu, gdzie m.in. walczył w bitwie pod piramidami. Po powrocie z Egiptu, gdy gen. Desaix (jeden z przyjaciół Napoleona Bonaparte) zginął w bitwie pod Marengo 14 czerwca 1800, Savary został adiutantem samego Bonaparte, który wówczas piastował urząd Pierwszego Konsula. W tym samym roku został dowódcą żandarmerii Gwardii. Od tego czasu Savary na polecenie Napoleona wykonywał wiele poufnych misji wojskowych i dyplomatycznych.

## Służba w randze generała
W 1803 roku został generałem brygady. W tym czasie zajmował się zwalczaniem rojalistycznych spisków, m.in. Georges'a Cadoudala, przywódcy szuanów, którzy zamierzali w zamachu bombowym zabić Bonapartego. W 1804 Savary, na rozkaz Bonapartego, był jedną z osób bezpośrednio zaangażowanych w porwanie i egzekucję księcia Ludwika d’Enghien, pochodzącego z rodu Kondeuszy, spokrewnionego z rodziną Burbonów, rzekomo zamieszanego w spisek przeciwko Bonapartemu. 1 lutego 1805 Savary został mianowany generałem dywizji. Podczas kampanii w 1805 roku walczył pod Austerlitz. Tuż przed bitwą pod Austerlitz, Napoleon wysłał Savary'ego z misją do cara Aleksandra I, dowodzącego wojskami rosyjskimi. Savary przez trzy dni przebywał w obozie rosyjsko-austriackim, dzięki czemu uzyskał i przekazał informacje o stanie wojsk nieprzyjaciela.
Odznaczył się w czasie kampanii 1806-1807. Walczył pod Jeną. W pierwszych miesiącach 1807 roku został dowódcą V Korpusu Wielkiej Armii, którym dowodził podczas bitwy pod Ostrołęką, za to zwycięstwo otrzymał od cesarza Krzyż Wielki Legii Honorowej. Walczył również pod Lidzbarkiem i Frydlandem.

## Służba dyplomatyczna
Następnie Savary został skierowany do służby dyplomatycznej, brał udział w negocjacjach z carem Aleksandrem I, zakończonych podpisaniem układu w Tylży, potem przebywał na placówce dyplomatycznej w rosyjskim Petersburgu. Od kwietnia 1808 przebywał w Hiszpanii, gdzie udało mu się nakłonić króla Hiszpanii Ferdynanda do opuszczenia Madrytu i abdykacji na rzecz Józefa Bonaparte, brata Napoleona. W czerwcu i lipcu 1808 piastował tymczasowo stanowisko dowódcy francuskiej armii stacjonującej w Hiszpanii. W maju 1808, w uznaniu swych zasług, otrzymał od Napoleona tytuł księcia Rovigo.

## Minister policji
Gdy minister policji Joseph Fouche utracił zaufanie Napoleona, Savary w dniu 8 czerwca 1810 został jego następcą i przetrwał na tym stanowisku do 3 kwietnia 1814. W czasie wyprawy rosyjskiej i nieobecności Napoleona we Francji, w październiku 1812 podczas spisku generała Maleta, Savary został na kilka godzin aresztowany przez buntowników pragnących obalić władzę francuskiego cesarza. Po upadku Napoleona w kwietniu 1814 i restauracji Burbonów, Savary nie pełnił żadnych funkcji publicznych. Po ucieczce Napoleona z Elby, podczas tzw. 100 dni Napoleona, w marcu 1815 Savary został generalnym inspektorem żandarmerii i parem Francji. Po klęsce pod Waterloo i ostatecznej abdykacji Napoleona Bonaparte, Savary chciał mu towarzyszyć na wygnaniu, ale został powstrzymany i uwięziony przez Anglików.

## Po upadku Napoleona
Po upadku Napoleona Savary znalazł się w niełasce nowych władców Francji, którzy nie mogli mu wybaczyć udziału w zabójstwie księcia d'Enghien. W 1816 zaocznie został skazany na karę śmierci przez sąd wojskowy. Musiał uciekać z burbońskiej Francji, schronił się w tureckiej Smyrnie, następnie w austriackim Grazu. W 1819 wrócił do Francji, czasowo aresztowany, w ponownym procesie został uniewinniony przez sąd wojskowy (grudzień 1819). W następnym roku przywrócono mu stopień generała. W 1823 ponownie opuścił Francję i zamieszkał w Rzymie. Gdy we Francji po rewolucji lipcowej rozpoczął panowanie król Ludwik Filip I (1830–1848), Savary powrócił do czynnej służby w armii francuskiej, by w 1831 objąć dowodzenie wojskami w Algierii, gdzie rok wcześniej rozpoczęła się francuska kolonizacja. Tam w brutalny sposób prowadził walki z miejscowymi mieszkańcami. Z uwagi na stan zdrowia odwołany do Paryża, gdzie zmarł 2 czerwca 1833.
W 1823 roku opublikował fragment swoich pamiętników, w których winę za śmierć księcia d'Enghien obarczył ministra spraw zagranicznych Talleyranda. W roku 1826 opublikował całość ośmiotomowych pamiętników: Mémoires pour servir à l'histoire de l'empereur Napoléon.

## Rodzina
Brat księcia Rovigo, Charles-Joseph-Louis-Marie Savary, pułkownik armii francuskiej, zmarł 24 grudnia 1806 w szpitalu w Płocku, na skutek ran odniesionych podczas kampanii polskiej, jego płyta nagrobna znajduje się w kościele parafialnym w Płońsku.
Córka generała Savary'ego, Luiza została (pierwszą) żoną Romana Mikorskiego, syna hrabiego Jana Chryzostoma, właściciela Słubic. Jest pochowana na cmentarzu parafialnym w Pacynie (pow. gostyniński).

## Odznaczenia
- Wielki Orzeł Legii Honorowej
- Kawaler Orderu Korony Żelaznej (Królestwo Włoch)
- Wielka Wstęga Orderu Wierności (Wielkie Księstwo Badenii)[6]